# Щецинский паприкаш
Щецинский паприкаш (пол. Paprykarz szczeciński), также известный как Польский паприкаш — польская консервированная рыбная намазка, приготовленная из измельчённой рыбы, риса, томатной пасты и растительного масла, приправленная луком, солью и специями. Имеет вид красновато-коричневой пасты с видимыми зернами риса. Рыбный паприкаш, корни рецепта которого приписывают западноафриканскому блюду Тебудьен, когда-то попробованному польскими рыбаками, был разработан в 1960-х годах государственной рыболовной компанией «Gryf», базировавшейся в городе Щецин. Это популярная национальная закуска является символом региональной идентичности Щецина.

## Этимология
Название «паприкаш» (пол. paprykarz) заимствовано из венгерского языка (венг. paprikás), по названию венгерского блюда паприкаш, известного за пределами Венгрии как вариант гуляша. Венгры готовят паприкаш из говядины, телятины или курицы (реже из рыбы), тушёных с луком, паприкой и сметаной. Щецинский паприкаш имеет лишь некоторое сходство с венгерским рыбным вариантом паприкаша.

## Описание
Состав щецинского паприкаша различается у разных производителей, но обычно включает в себя фарш разных видов рыб (хотя изначально использовали только морские виды), томатную пасту, рис, лук, растительное масло и специи. Польский стандарт, введённый в 1967 году, определяет «нигерийский перец» как основную специю. Щецинский паприкаш представляет собой однородную пасту от светло- до темно-красного или красновато-коричневого цвета с видимыми зернами риса. Консистенция густая, от слегка сухой до сочной с возможным тонким слоем масла на поверхности. Продукт стерилизуется и расфасовывается в железные или алюминиевые банки.

## История

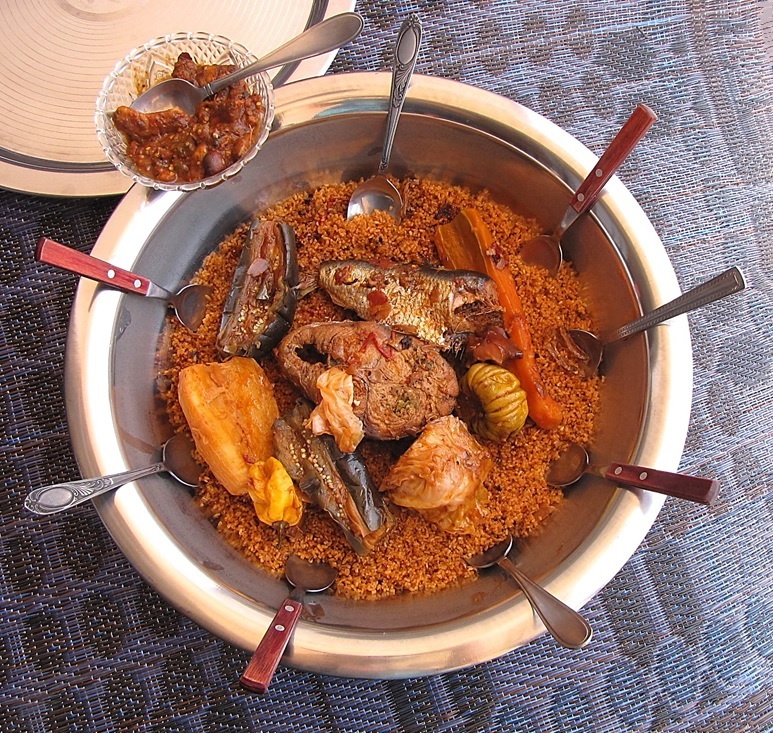
(Ceebu Jën) — сенегальское блюдо из риса, рыбы, масла, помидор и других овощей — вероятный предшественник щецинского паприкаша

Оригинальный рецепт щецинского паприкаша приписывается Войцеху Якацкому (пол. Wojciech Jakacki) (1924—1987), заместителю директора и менеджеру по производству в PPDiUR «Gryf» («Грифон»), государственной компании по рыболовству и переработке рыбы, базировавшейся в Щецине. Его рецепт стал результатом проекта по повышению эффективности переработки, целью которого было найти способ использования рыбных обрезков, остававшихся после разделки блоков замороженной рыбы на траулерах компании «Gryf» . 
Рецепт был разработан в лабораториях «Gryf» между 1965 и 1967 годами. В то время рыболовная деятельность компании в открытом море осуществлялась у берегов Западной Африки. По словам Богуслава Борисовича, соучредителя и многолетнего сотрудника «Gryf», рецепт был вдохновлен «чоп-чопом», западноафриканским блюдом. Однако здесь надо учесть, что это слово на западноафриканском пиджин-английском языке означает просто «еда» или «есть». По ингредиентам, польский паприкаш напоминает сенегальское блюдо Тебудьен (фр. thiéboudiène, волоф ceebu jën) из риса, рыбы, масла, помидоров и других овощей, которое рыбаки «Gryf» попробовали в одном из местных портов. В состав блюда входила острая специя под названием «пима». Характерный вкус щецинского паприкаша, сформированный «пимой», которую в Польшу ввозили из Нигерии, напоминал венгерскую паприку, что и сподвигло польских пищевых технологов дать ему название «паприкаш». В 1967 году Войцеху Якацкому и его коллегам был выдан сертификат на рационализаторское предложение, который, в соответствии с законом об интеллектуальной собственности ПНР, предоставил им ограниченные права собственности на новое блюдо и позволил приступить к его массовому производству. Первые банки щецинского паприкаша (paprykarz szczeciński) были изготовлены в том же году.
На первые партии щецинского паприкаша шли различные виды рыб, отлавливаемой поляками у побережья Западной Африки, например, золотистый пагр, а также томатная паста, импортированная из южных стран Восточного блока — Болгарии, Венгрии и Румынии, и специи, импортированные из Нигерии . Рыбный ингредиент менялся со временем, поскольку «Gryf» перемещал свой рыболовный флот в новые места ловли. В разное время рыбная закуска могла изготавливаться из минтая или новозеландского макруронуса, вылавливаемых польскими моряками в Тихом океане, или южной путассу добываемой у Фолклендских островов. 
К концу 1960-х годов компания покинула воды Западной Африки из-за гражданской войны в Нигерии. В 1977 году компания «Gryf» покинула северную часть Тихого океана, когда Канада и США заявили о своих исключительных экономических зонах. Она также прекратила рыболовный промысел у Фолклендских островов из-за последствий аргентинско-британской войны, когда 29 октября 1986 года Британия объявила о создании 150-мильной охранной зоны вокруг Фолклендских островов, что положило конец доступа туда для иностранных рыболовных судов.

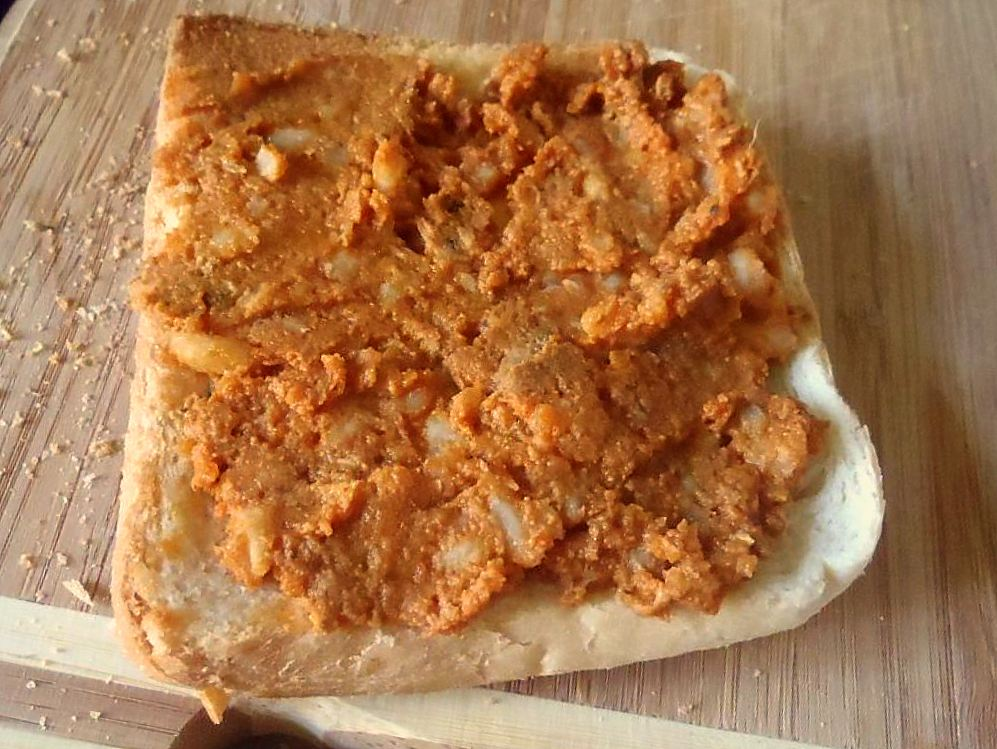
Хлеб с щецинским паприкашем

Благодаря низкой цене и длительному сроку хранения, щецинский паприкаш быстро завоевал популярность среди польских студентов, богемы и туристов. На рубеже 1980-х годов щецинский паприкаш составлял около 50 процентов от общего годового объёма производства рыбных консервов предприятия «Gryf» в размере 22 000 тонн. Продукт стал лидером в своей нише экспорта Польши, который продавался в 32 страны, включая Кот-д’Ивуар, Данию, Венгрию, Японию, Иорданию, Либерию, Советский Союз, Того и США. Согласно внутреннему отчету «Gryf», рецепт был скопирован в Колумбии, которая экспортировала свою собственную версию рыбной пасты в соседние страны.
Экономический спад, который наступил в Польше в 1980-х годах, привёл к снижению качества продукта. Нигерийские специи были заменены более дешёвой венгерской паприкой, а изначальное содержание рыбы в 50 процентов было уменьшено в пользу риса. В пасте часто можно было найти фрагменты плавников, чешуи и костей. Спад продаж щецинского паприкаша в середине 1980-х годов был вызван также опасениями того, что некоторое мясо южной путассу могло быть заражено Kudoa alliaria миксозойным паразитом, поражающим морскую рыбу. Потребители опасались, что такую зараженную рыбу, вместо того чтобы утилизировать, измельчали, подвергали термообработке и смешивали в паприкаше. Из-за этих слухов банки с рыбной пастой иногда залёживались на полках польских продуктовых магазинов даже во времена нехватки продовольствия.
С переходом Польши к рыночной экономике в начале 1990-х годов, польский рыболовный бизнес стал экономически несостоятельным, что привело «Gryf» к банкротству. По словам Богуслава Борисовича, щецинский паприкаш был защищен патентом, но документы были утеряны во время ликвидации компании. Несколько других польских компаний пытались, но безуспешно, получить патент на тот же продукт в 1990-х и 2000-х годах. В результате, и рецепт, и название «щецинский паприкаш» оказались юридически не защищены, что позволило различным производителям по всей Польше (вне пределов Щецина) изготавливать собственные версии щецинского паприкаша, часто с использованием пресноводной рыбы, под тем же названием. 
В 2010 году Министерство сельского хозяйства и развития села Польши включило Paprykarz szczeciński в официальный список традиционных продуктов по просьбе властей Западно-Поморского региона. Хотя это признание само по себе не предоставляет рецепту никакой правовой защиты, оно считается первым шагом Щецина к тому, чтобы название и географическое указание рыбного паприкаша были защищены в соответствии с законодательством Европейского Союза.

## В культуре

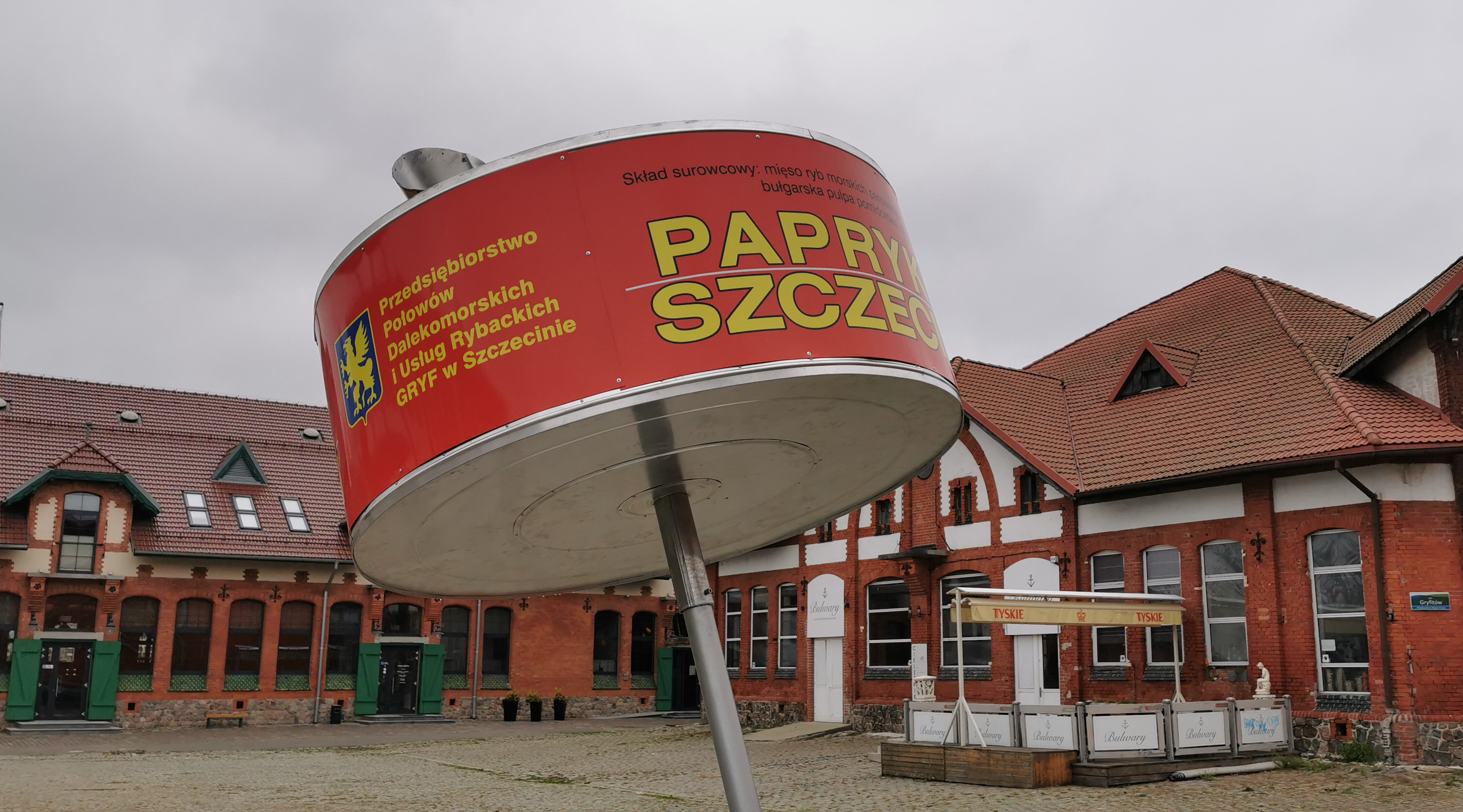
Памятник щецинскому паприкашу

Щецинский паприкаш был одним из самых узнаваемых брендов в коммунистической Польше. Благодаря своей популярности и ассоциации с главным городом Западной Померании, он стал частью послевоенной местной идентичности Щецина. Паприкаш разделяет этот статус с другим местным популярным блюдом, жареным пирожком с мясом pasztecik szczeciński. «Паприкашами» поляки иногда в шутку называют жителей Щецина и, в частности, игроков и болельщиков местного футбольного клуба «Погонь».